# Legnano
Legnano es un municipio de la región de Lombardía, en el norte de Italia, cercano a Milán. Cuenta con 56.157 habitantes (2005). 

## Historia
Legnano fue escenario de la batalla que lleva su nombre en el año 1176 en la que Federico I Barbarroja fue derrotado por las tropas de la Liga lombarda. Este hecho histórico es mencionado en el Himno nacional italiano, ya que a raíz de esta derrota, se vio obligado a reconocer la autoridad del Papa.
En 1849 Giuseppe Verdi estrenó en Roma la ópera La battaglia di Legnano, inspirada en estos hechos.

## Fiestas locales
El patrón de Legnano es San Magno, y se celebra el 5 de noviembre.
El último domingo de mayo se conmemora la batalla de Legnano, para lo cual los habitantes de la ciudad se visten con trajes de época, dependiendo de cuál de las 8 facciones defiendan (Flora, Legnarello, San Bernardino, San Domenico, San Magno, San Martino, Sant'Ambrogio y Sant'Erasmo).

## Evolución demográfica
| Gráfica de evolución demográfica de Legnano entre 1861 y 2011 |
|                                                               |
| Fuente ISTAT - elaboración gráfica de Wikipedia               |